# Liste des maires de Soulac-sur-Mer
La liste des maires de Soulac-sur-Mer est présentée de manière chronologique.

## Les maires
Source
| Période                                  | Période  | Identité                  | Étiquette | Qualité                      |
| ---------------------------------------- | -------- | ------------------------- | --------- | ---------------------------- |
| Les données manquantes sont à compléter. |          |                           |           |                              |
| 1790                                     | 1790     | Raymond Baguenard         | -         | Propriétaire -               |
| 1790                                     | 1791     | Pierre Neau               | -         | Saunier -                    |
| 1791                                     | 1792     | Reversé                   | -         | Saunier -                    |
| 1792                                     | 1795     | François Reynaud          | -         | Saunier -                    |
| 1801                                     | 1808     | Raymond Bert              | -         | Propriétaire -               |
| 1808                                     | 1811     | Raymond Baguenard         | -         | Propriétaire -               |
| 1812                                     | 1830     | Bernard Baguenard         | -         | Propriétaire-                |
| 1830                                     | 1831     | Jean Poutin               | -         | Propriétaire exploitant -    |
| 1831                                     | 1848     | Pierre Poutin             | -         | Propriétaire exploitant -    |
| 1848                                     | 1848     | Alphonse Menard           | -         | Fermier -                    |
| 1848                                     | 1866     | Mathurin Gramond          | -         | Aubergiste -                 |
| 1866                                     | 1870     | Jean-Alexis Reverse       | -         | Brigadier ER des Douanes -   |
| 1870                                     | 1871     | Désiré Hornez             | -         | Industriel briquetier -      |
| 1871                                     | 1873     | Jean-Alexis Reverse       | -         | Brigadier ER des Douanes -   |
| 1874                                     | 1874     | Jean Tripota              | -         | Capitaine ER des Douanes -   |
| 1874                                     | 1876     | Louis Nicolas Seze        | -         | Négociant -                  |
| 1876                                     | 1881     | Charles Cellerier         | -         | Magistrat retraité -         |
| 1881                                     | 1883     | Eugène Avril              | -         | Ingénieur civil -            |
| 1883                                     | 1894     | Henri du Périer de Larsan | -         | Ancien magistrat. Député -   |
| 1894                                     | 1899     | Louis Constant            | -         | Courtier -                   |
| 1899                                     | 1900     | Henri du Périer de Larsan | -         | Ancien magistrat. Député -   |
| 1900                                     | 1909     | Julien Baguenard          | -         | Agent de change -            |
| 1909                                     | 1910     | Henri Lavaud              | -         | Artisan -                    |
| 1910                                     | 1914     | Félix Mesnard             | -         | Bijoutier. Député -          |
| 1914                                     | 1919     | Victorin Rooy             | -         | Entrepreneur de charpenterie |
| 1919                                     | 1940     | Georges Mandel            | -         | Journaliste. Ministre -      |
| 1940                                     | 1945     | Ludovic Marcoux           | -         | Officier en retraite -       |
| 1945                                     | 1945     | André Coudy               | -         | Commerçant -                 |
| 1945                                     | 1947     | Roger Marcade             | SFIO      | Médecin -                    |
| 1947                                     | 1959     | Jean Daniel               | CNIP      | Entrepreneur -               |
| 1953                                     | 1959     | Jean Michard-Pellissier   | RGR       | Avocat. Ancien député -      |
| 1959                                     | 1990     | Jean-François Pintat      | UDF       | Ingénieur. Sénateur -        |
| 1990                                     | En cours | Xavier Pintat             | UMP       | Ingénieur. Sénateur          |